# 基奧賈戰爭
基奧賈戰爭(或翻譯為吉奧佳戰役，義大利語：Guerra di Chioggia)為威尼斯共和国與热那亚共和国在1378年至1381年所發生的戰爭，由威尼斯獲得了最後的勝利。另外，此次戰爭可視為威熱戰爭的一部分，為第四次（依算法不同或為第三次）威熱戰爭。

## 背景
威尼斯與熱那亞兩個海權強國從中世纪就藉由與君士坦丁堡的貿易來發展，因此也為了貿易在東地中海發生過數次衝突。在1350-1355年的第三次威熱戰爭中，熱那亞一度被威尼斯重創，因此接受統治米蘭的維斯孔蒂家族的金援，成為米蘭的從屬國。雖然熱那亞很快就還清了債務，並擺脫米蘭的控制。但仍未從公元1348年那場造成熱那亞40000人死亡的黑死病中完全復甦。同時，威尼斯雖然在財務上也逐漸從戰爭的損失中恢復，但卻面臨了北方匈牙利的威脅，被迫放棄了許多土地。也因為領土的擴張而與帕多瓦產生衝突。

## 聯盟
熱那亞的盟友主要包含了匈牙利及帕多瓦。匈牙利的國王拉約什一世從威尼斯手中征服了達爾馬提亞，並在公元1379年時從陸路給予威尼斯北方直接的威脅。而帕多瓦則是在卡卡雷西家族的領導下切斷了威尼斯與西方的聯繫。此外，阿奎萊亞和奧地利公爵利奧波德三世也是站在熱那亞這邊。

## 基奧賈戰役(Battle of Chioggia)

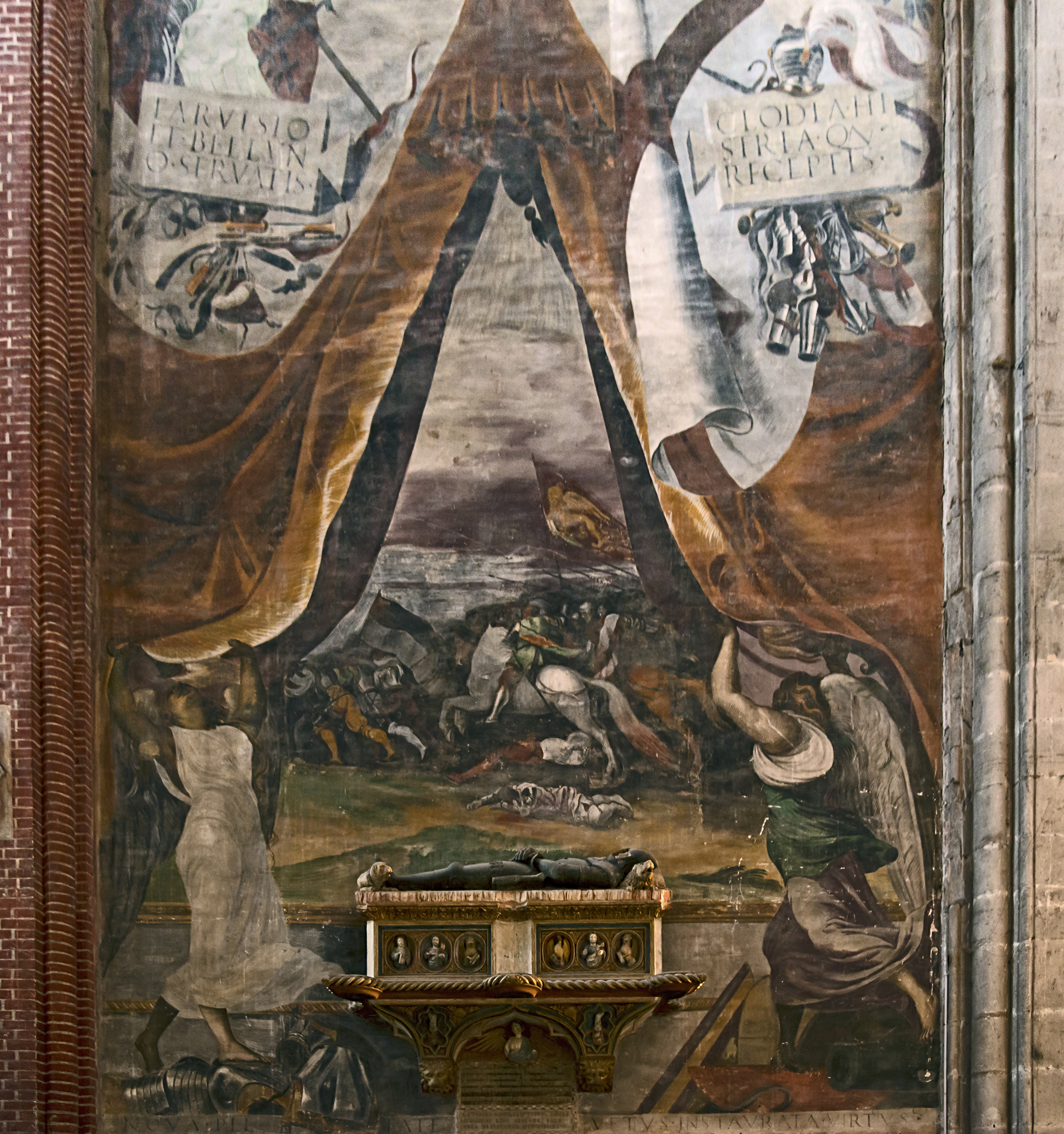
基奥贾战役 - 壁画

## 杜林和議(Peace of Turin)
1381年威尼斯共和國與熱那亞於杜林簽訂停戰協定，表面上威尼斯看似獲勝，但事實上損失亦不少，威尼斯喪失了達爾馬提亞海岸，以及在亞速海航行貿易的權利，戰爭最初的爆發在於爭奪重要戰略價值的忒涅多斯島(今日的博茲賈島)，而該島在協議中被劃為非軍事區，威尼斯人拆除了該島的堡壘，島上的希臘裔居民被強制遷往克里特島。這兩個海洋共和國相爭的結果，一定程度給了鄂圖曼土耳其壯大的機會，在那之後土耳其人隨即佔據了忒涅多斯島作為海盜活動的基地。
1. ↑  Roger crowley. . 台北: 馬可孛羅文化. 2017: 275. ISBN 978-986-94104-6-5.